# D.S.
„D.S.“ је песма америчког извођача Мајкла Џексона са његовог деветог  студијског  албума, „HIStory: Past, Present and Future, Book I“ (објављеног  1995. године на  два диска). Шеста је песма на другом диску са трајањем  од четири минута  и четрдесет и девет секунди. Многи критичари су истакли  да њени  стихови алудирају на адвоката са подручја Санта Барбара у  Калифорнији,  Тома Снедона, чиме име јако сличи имену особе коју Џексон  помиње у  песми, Дом Шелдон. Када је певач био оптужен за сексуално злостављање детета 1993. године,  истрагом је управљао Снедон који је  такође и наредио да он буде свучен  и прегледан. Истрага је ускоро била  завршена услед недостатка доказа и  непостојања званичне тужбе. Џексон  је био бесан због оптужби, односа  полиције и медија према њему као и због негативног ефекта на његово здравље.
Убрзо касније, почео је да ради на свом деветом  студијсом албуму. „D.S.“ је написао, компоновао и продуцирао Џексон и садржи гитара наступ музичара Слеш. То је рок песма, која попут многих других са албума, говори о огорчености, изолацији и параноји. Није било неке анализе критичара посвећене песми у оцени „HIStory“ албума, али је истицана њена веза са Томом Снедоном у медијима. Џексон је некратко затим био укључен у низ пројеката који су имали сублимиране поруке упућене Снедону и поменутој истрази.
Џексон је био објекат још једних оптужби за сексуално злостављање детета 2005. године. Тадашњу истрагу поново је водио  Снедон. Ове понављане истраге и коментаре које је тужилац упућивао Џексону, описивани су као његова освета. Извођачеви фанови су певали „D.S.“ испред суда у ком су биле парнице сваког дана до краја суђења.